# Cortiçol-de-burchell
O cortiçol-de-burchell (Pterocles burchelli) é uma espécie de ave da família Pteroclididae.
Pode ser encontrada nos seguintes países: Angola, Botswana, Namíbia, África do Sul, Zâmbia e Zimbabwe.